# Lucy Pinder
Pour les articles homonymes, voir Pinder.
Lucy Katherine Pinder, née le 20 décembre 1983 à Winchester, est un mannequin glamour anglais. Elle s'est fait connaître au début des années 2000 après avoir été découverte par un photographe sur une plage de Bournemouth, elle est ensuite devenue un des mannequins les plus appréciés de Grande-Bretagne, ce qui lui permit de travailler avec des magazines tels que FHM, Nuts, Loaded et le Daily Star. Elle a aussi fait de nombreuses apparitions à la télévision.

## Carrière dans le mannequinat
Elle commença sa carrière lorsqu'elle fut remarquée par le photographe indépendant Lee Earle en 2003, tandis qu'elle bronzait sur une plage de Bournemouth. À la suite de cet événement elle signa un contrat avec The Daily Star, un journal britannique,. 
Lucy Pinder est surtout devenue célèbre pour sa poitrine généreuse et son entêtement durant beaucoup d'années à ne montrer ses mamelons sur aucune photographie. Les premières photographies sur lesquelles on peut les voir sont sorties dans la revue britannique Nuts en avril 2007. Elle expliqua dans une interview à ce même magazine que son refus de poser seins nus venait du fait qu'elle avait été découverte sur une plage pour sa forte poitrine, ainsi que la volonté des différents magazines à vouloir la faire poser seins nus peu de temps après s’être fait remarquer, ce qui l'intimida un peu.
Elle est apparue plus de cinquante fois en une du magazine Nuts et plus de deux cents fois en couverture du Daily Star, et est à l'origine de la vente de plus de quinze millions de revues. Elle est aussi la mannequin ayant le plus posé en troisième page du tabloïd The Daily Star. Elle a été nommée comme étant la mannequin préférée des lecteurs du magazine Nuts. Ce qui l’amène par la suite à devenir conseillère hebdomadaire de ce dernier en rédigeant une rubrique intitulée « The Truth About Women » (littéralement « La vérité au sujet des femmes »).
Elle a également fait des séances photos pour des magazines tels que Loaded, Maxim, Front Magazine, America Curves, Zoo Weekly, Ice, Carnoisseur, Redline, Fast Car et bien d'autres. Elle est également apparue dans des campagnes  publicitaires  pour Lynx, PlayStation 2, Pages jaunes, Ladbrokes, National Lottery et est apparue dans de nombreuses émissions à la télévision comme la Dream Team, I'm Famous and Frightened !, Soccer AM, The Weakest Link, The Real Hustle, Bo' Selecta!, Living la vida Loca, Celebrity Big Brother et beaucoup d'autres. 
En novembre 2010, elle annonce son intention d'écrire une chronique hebdomadaire pour le site internet Laid.co.uk.

## Carrière à la télévision
Elle participe à l'édition de février 2004 de I'm Famous and Frightened ! sur Living TV, émission dont le principe est de rester trois nuits dans le château hanté de Bolsover dans le Derbyshire. Les candidats passent des épreuves effrayantes pour gagner de l'argent pour des œuvres caritatives.

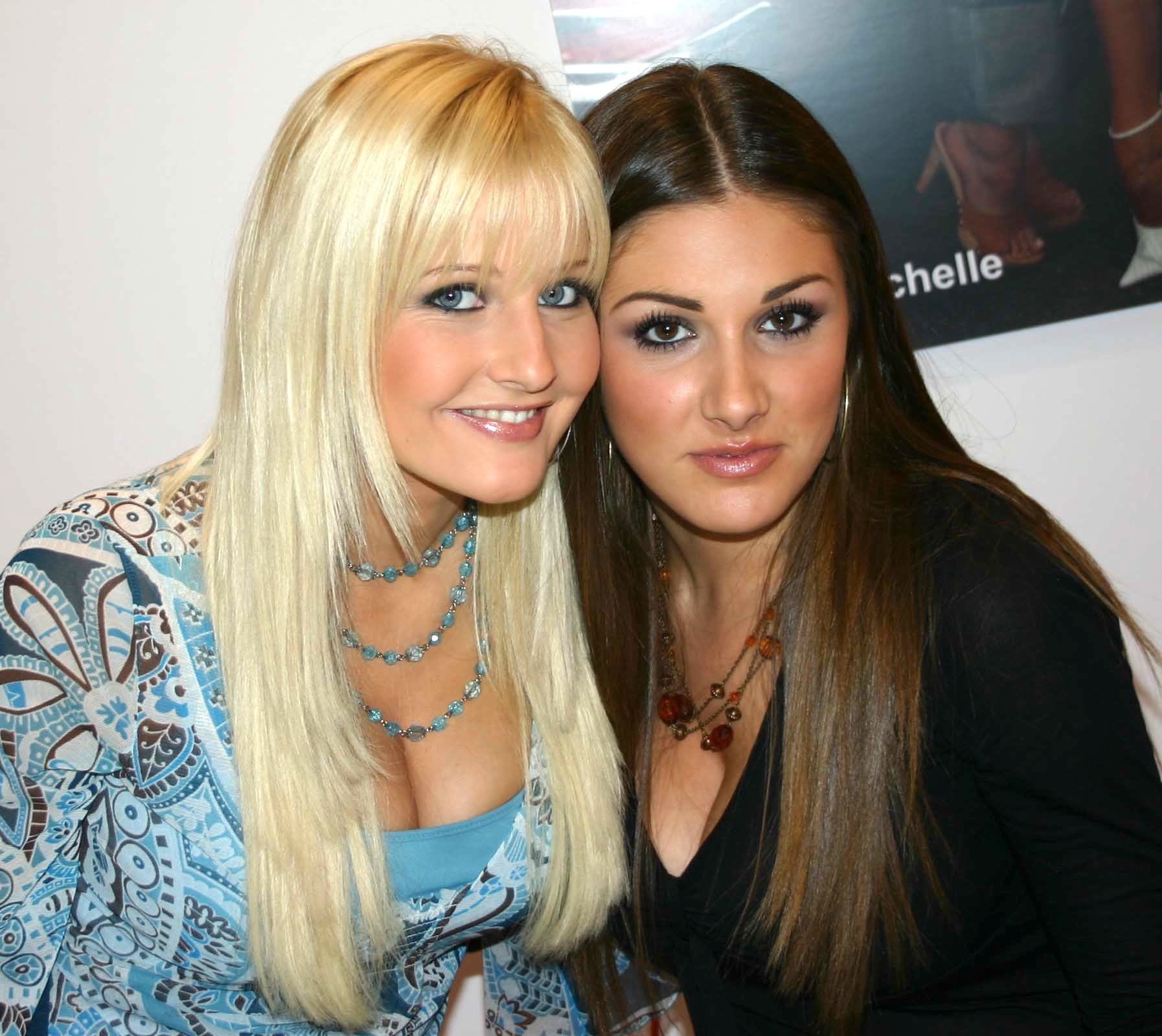
Lucy Pinder (à droite) avec Michelle Marsh.

Le 31 décembre 2005, elle fut la première soccerette pour l’émission Soccer AM sur Sky Sports, où elle avait le rôle de porter le maillot de son équipe de football préférée, le maillot du Southampton Football Club  pour qu'un candidat de l'émission puise le gagner.
En septembre 2007, elle apparaît en tant que concurrente dans l'édition spéciale Wags end Glamour Girls du jeu télévisé The Weakest Link. 

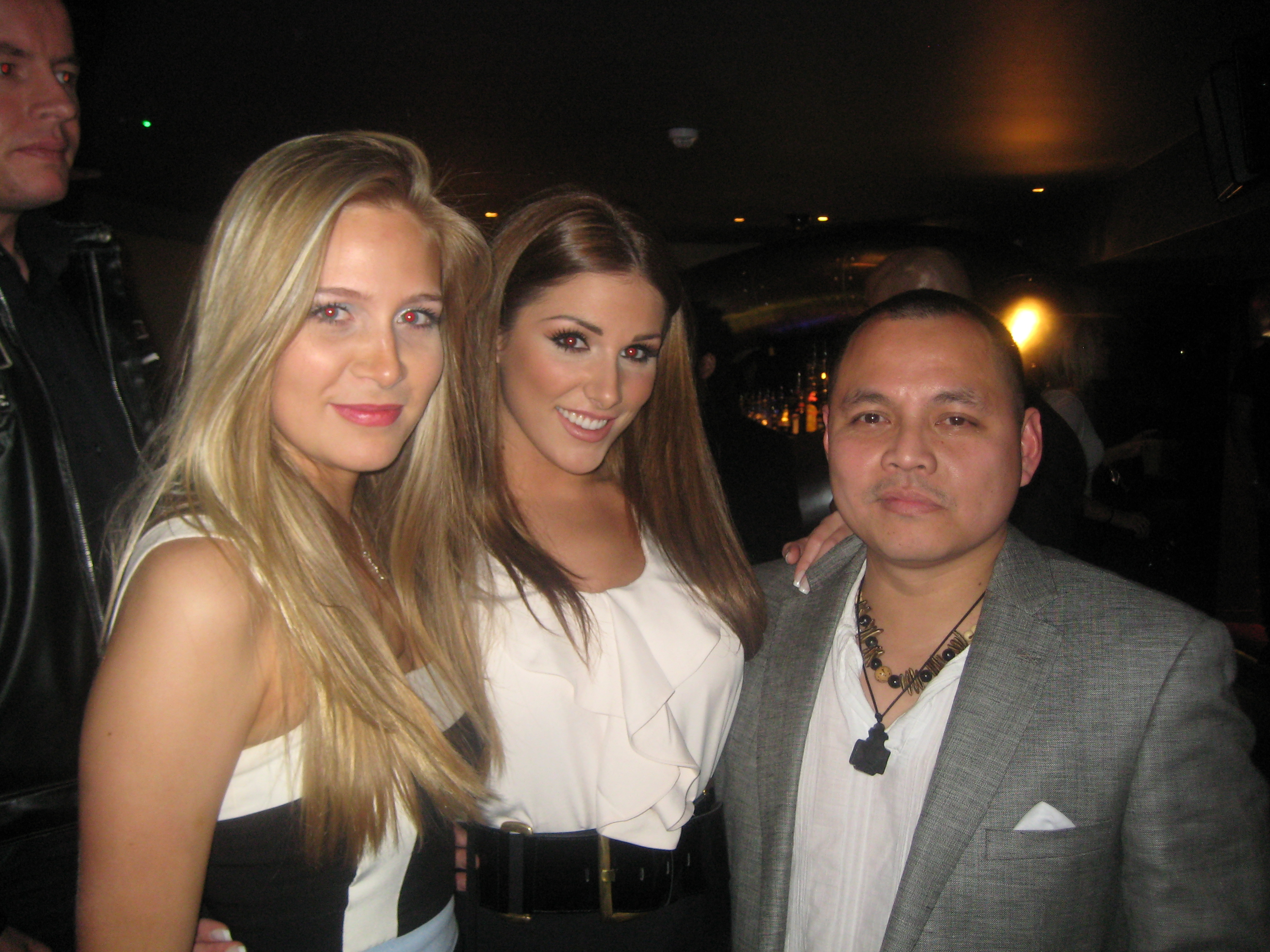
Lucy Pinder (au centre) lors de la Nuts Party en février 2009.

De septembre à décembre 2007, elle présente tous les soirs un court programme intitulé Book at Bedtime sur Nuts TV, qui s'inspire de l'émission radio du même nom retransmise sur les ondes de la BBC.
Le 15 janvier 2008, elle fait ses débuts en tant que présentatrice pour Nuts TV en animant Surexposé, une émission ayant pour objectif d'aider des photographes amateurs aspirant à devenir photographe professionnel dans le monde de la mode en leur donnant des astuces.
En février 2008, elle fait une brève apparition, avec Michelle Marsh, dans Hôtel Babylon sur BBC One.
En outre, elle est apparue sur plusieurs DVD et séances photos pour des magazines tels que Loaded et Maxim,.

### Celebrity Big Brother UK (2009)
Elle a participé à la sixième saison de Celebrity Big Brother UK aux côtés de Coolio, Mutya Buena, LaToya Jackson ou encore Verne Troyer. Elle fut la première participante à être éliminée de la maison au bout de seulement huit jours, recueillant 57 % des votes du public. Elle déclare après son élimination avoir fait une demande aux producteurs de l'émission afin de lui permettre de quitter la maison à la suite des nombreux conflits qu'elle a eu avec le rappeur Coolio.

## Œuvres caritatives

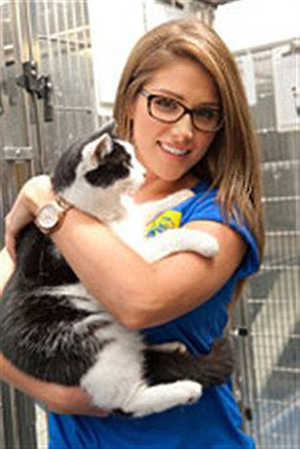
Lucy Pinder travaillant bénévolement pour l’association Cats Protection en 2012.

Elle est depuis le début de sa carrière une des ambassadrices de Kicks 4 Life, une organisation caritative utilisant du football pour combattre la pauvreté dans le monde,,.
Elle fait du bénévolat pour l’association Cats Protection dans le cadre de la campagne caritative I'm A Celebrity… Let Me Volunteer! et est également membre du jury pour le prix national de la catégorie Hero Cat en 2012.
Elle collabore également avec l'association Help for Heroes qui vient en aide aux troupes militaires britanniques, en posant sur l'édition 2011 et 2014 du calendrier Hot Shots.
Elle participe avec Rhian Sugden à la campagne nationale de la MCAC (Male Cancer Awareness Campaign). À elles deux elles ont pris part à cinq mille initiatives de sensibilisation dans la ville de Londres en décembre 2013.
Elle s'associe au projet Stars & Stripes 2014 Celebrity Auction dont le but est de dessiner le portrait d'un tigre qui sera par la suite vendu aux enchères pour permettre à la Wildlife Foundation de financer la campagne Tiger Time qui lutte pour la survie des différents tigres en voie d’extinction dans le monde.

## Filmographie
- 2012 : Strippers vs Werewolves
- 2014 : The Seventeenth Kind
- 2015 : Age of Kill